# Life Is Worth Living

Life Is Worth Living (en français : "La vie vaut la peine d'être vécue") était une émission de télévision américaine diffusée sur le réseau DuMont Television Network de 1951 à 1955, puis sur ABC jusqu'en 1957. Elle est actuellement toujours en rediffusion sur Eternal Word Television Network (EWTN). 

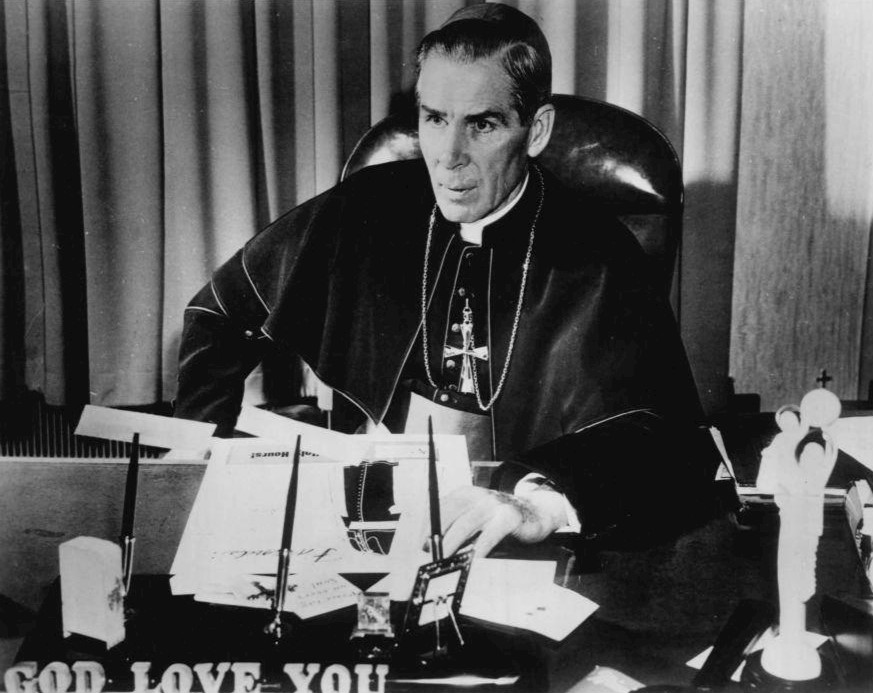
Photo de Fulton Sheen évêque de Rochester en octobre 1956

Présentée par l'archevêque Fulton Sheen, cette série consistait principalement en un plan fixe de Sheen s'exprimant sur le thème moral du jour, elle était réalisée par Frank Bunetta. Le charismatique évêque devint l'une des premières stars de la télévision et reçut même trois Emmy Awards pour son émission. 

## Récompenses
- 1953 et 1954 - Emmy Award du meilleur programme concernant les affaires publiques.
- 1955 - Emmy Award du meilleur programme culturel, religieux ou éducatif.